# Adduatollen
Addu atoll är en atoll i Maldiverna.  Det är den sydligaste atollen i landet,  mellan 525 och 540 kilometer söder om huvudstaden Malé. Den täcker samma område som den administrativa atollen Seenu.
Den består av 29 öar, varav 5 är bebodda: Feydhoo, Hithadhoo, Hulhudhoo, Maradhoo (med distriktet  Maradhoofeydhoo) och Meedho.